# James Edward Quigley
Pour les articles homonymes, voir Quigley.
James Edward Quigley, né le 15 octobre 1854 à Oshawa (Ontario) et mort le 10 juillet 1915 à Chicago (Illinois), est un prélat catholique canado-américain. Il est évêque de Buffalo dans l'État de New York de 1897 à 1903 et archevêque de Chicago de 1903 à 1915. Sa maîtrise de six langues lui a permis d'administrer ces diocèses à forte population issue de l'immigration.

## Biographie

### Jeunesse et études
James Edward Quigley naît en 1854 à Oshawa, dans la province canadienne de l'Ontario. Il est le fils de James et Mary Lacey Quigley. À l'âge de deux ans, il émigre avec ses parents aux États-Unis et s'installe à Lima puis à Rochester, dans l'État de New York. À l'âge de dix ans, on l'envoie vivre chez son oncle, le père Edward Quigley, recteur de l'église de l'Immaculée-Conception de Buffalo en 1884. Après avoir obtenu son diplôme au Collège Saint-Joseph (en) en 1872, il réussit le concours d'entrée à l'académie militaire de West Point, mais il abandonne rapidement son cursus militaire pour se vouer au sacerdoce. Il intègre alors le séminaire Notre-Dame-des-Anges de Niagara Falls, avant de poursuivre ses études à l'université d'Innsbruck en Autriche et au Collège de la Propagation de la Foi (en) à Rome,.

### Ordination et début de sacerdoce
À Rome, Quigley est ordonné prêtre le 13 avril 1879. Après son retour aux États-Unis, il est prêtre de l'église Saint-Vincent d'Attica dans l'État de New York, puis il devient recteur de la cathédrale Saint-Joseph de Buffalo en 1884 avant d'être affecté à l'église Sainte-Brigitte dans la même ville en 1886. Il prêche en latin, en anglais, en italien et en allemand, et converse volontiers en français et en polonais. Durant douze ans, il est président du Conseil d'administration des écoles catholiques.

### Évêque de Buffalo
Quigley est nommé évêque de Buffalo le 12 décembre 1896 et consacré à ce titre le 24 février 1897 par l'archevêque de New York Michael Corrigan. La plupart des enseignants et des étudiants du séminaire Notre-Dame-des-Anges se rend à Buffalo pour assister aux cérémonies.
À la suite de la parution de l'encyclique Rerum novarum du pape Léon XIII, Mgr Quigley s'intéresse à la condition des travailleurs. Durant la grève des dockers de Buffalo en 1899, deux syndicats le choisissent comme médiateur. Après dix jours de négociation, la grève prend fin grâce à un accord conclu par l'évêque et mettant fin à la pratique consistant à payer les ouvriers dans les bars où le barman est généralement le directeur de recrutement.
En 1902, les socialistes exercent une influence sur les syndicats de Buffalo telle qu'ils adoptent plusieurs régulations jugées injustes et oppressantes par leurs membres catholiques. À la demande de prêtres allemands, l'évêque Quigley rédige une lettre pastorale en allemand devant être lue aux assemblées germanophones afin d'appeler les fidèles à affirmer leurs droits dans la gouvernance des syndicats. D'importantes réunions se tiennent, durant lesquelles l'évêque Quigley prononce des allocutions. Il affirme le soutien de l'Église catholique aux syndicats, dénonce le socialisme en expliquant les motifs d'opposition de l'Église au socialisme. En conséquence, les socialistes perdent le contrôle des syndicats et Quigley gagne en réputation à l'échelle nationale,.

### Archevêque de Chicago
Mgr Quigley est nommé archevêque de Chicago le 8 janvier 1903 et est installé à cet évêché le 10 mars suivant. Avec l'aide de Quigley, Francis Kelley (en), futur évêque d'Oklahoma City, crée en 1905 la Catholic Church Extension Society (en) destinée à fournir des fonds et ressources aux diocèses et paroisses en difficulté. À mesure que la métropole de Chicago s'industrialise, les immigrés deviennent une partie importante de la main-d'œuvre. Tout comme son prédécesseur, l'archevêque Patrick Feehan, Mgr Quigley soutient la création de paroisses ethniques pour combler les besoins des nouveaux arrivants. En 1905, il demande au père jésuite John de Schryver, professeur au Collège Saint-Ignace, de mettre en place une paroisse pour la communauté belge, ce qu'il fait en créant la paroisse Saint-Jean-Berchmans à Logan Square. D'autres paroisses sont créées pour les communautés italienne et lituanienne. Durant cette période, « les paroisses urbaines de Chicago prospèrent comme une composante importante de la ville spirituelle, culturelle et éducative de [la ville] », selon l'historien Steven M. Avella.
En 1908, 12 comtés de la partie nord-ouest de l'archidiocèse sont détachées de celui-ci pour former le nouveau diocèse de Rockford,.
En décembre 1910, l'archevêque Quigley aborde avec le rév. Francis X. McCabe, président de l'université DePaul, la problématique du manque d'opportunités pour les femmes de poursuivre leurs études supérieures dans les institutions catholiques. L'université DePaul admet des femmes dès l'année suivante, et en juin 1912, les sœurs Mary Clemenza et Mary Teresita sont les deux premières femmes diplômées de cette institution.
Le 25 octobre 1913, il approuve les constitutions des sœurs de Saint Casimir élaborées par Jurgis Matulaitis, supérieur général des marianistes.

### Hommages
Qugley est archevêque de Chicago jusqu'à sa mort le 10 juillet 1915 à l'âge de 60 ans. D'après une résolution adoptée par le conseil municipal, Quigley est reconnu comme « un de ces hommes qui travaillent dans le silence en coulisses, et qui ne recherchent pas les honneurs et les applaudissements publics pour le travail qu'ils accomplissent; il s'est consacré [...] en particulier au service des œuvres de charité nombreuses et variées qui ont été fondées [...]. »
James Quigley est inhumé au Mausolée des évêques du cimetière du Mont-Carmel de Hillside (en) en banlieue de Chicago
Le Quigley Center de Chicago est nommé d'après lui.